# Anaconda (sang af Nicki Minaj)
 For alternative betydninger, se Anaconda. (Se også artikler, som begynder med Anaconda)
"Anaconda" er en sang af den amerikanske rapper og sanger Nicki Minaj fra sit tredje studiealbum, The Pinkprint (2014).
| Musik | Spire Denne musikartikel er en spire som bør udbygges. Du er velkommen til at hjælpe Wikipedia ved at udvide den. |